# Paulianacarus simplisetosus
Paulianacarus simplisetosus är en kvalsterart som beskrevs av Sandór Mahunka 1985. Paulianacarus simplisetosus ingår i släktet Paulianacarus och familjen Lohmanniidae. Inga underarter finns listade i Catalogue of Life.